# 岡川恵美子
岡川 恵美子（おかがわ えみこ、1964年12月26日 - ）は、東京都杉並区出身の女子プロテニス選手。神奈川県立市ケ尾高等学校卒業。1980年代の日本女子テニス界をリードした選手の1人で、同学年の井上悦子、岡本久美子とともに“3人娘”と呼ばれた。「リキ丸」というニックネームは、強力なフォアハンド・ストロークと丸型の体型からつけられたものである。1993年に結婚して「坂口恵美子」という名前になった。

## 人物
岡川は東京都杉並区生まれだが、父親の転勤により1歳から9歳までを大阪で過ごした。7歳の時から「帝塚山ローンテニスクラブ」でテニスを始め、根来康夫（ねごろ・やすお）コーチの指導を受けた。同じクラブに通っていた岡本久美子とは、テニスを始めた時からの幼なじみであった。9歳の時に東京都文京区へ移ったが、1年後に根来コーチが帝塚山クラブと掛け持ちで経営していた「青葉台ローンテニスクラブ」で練習を続けるため、横浜市緑区（現在の青葉区）へ引っ越した。中学1年生の時に「全日本ジュニアテニス選手権」の14歳以下の部で優勝し、2年生で同選手権の16歳以下の部、3年生で「全国中学生選手権」に優勝を果たす。こうして全国レベルのジュニア選手になった岡川は、中学3年生の時（1979年＝昭和54年）には同学年の井上悦子、岡本久美子と並んで“中3トリオ”と呼ばれるようになり（当時の歌謡界で「高3トリオ」と呼ばれた山口百恵、桜田淳子、森昌子にひっかけた呼び名である）、高校進学後は「高校3羽カラス」という呼び名に変わった。1982年の全日本テニス選手権で、岡川は女子シングルス決勝で柳昌子を 7-6, 6-1 で破り、当時の最年少記録で初優勝を飾った。全日本選手権の優勝後、岡川は当時の日本で初めての「高校生プロテニス選手」になった。1983年には女子テニス国別対抗戦「フェデレーション・カップ」（現在の名称はフェドカップ）の日本代表選手にも選出された。
岡川の4大大会初挑戦は、1984年の全仏オープンであった。この時は予選3試合を勝ち抜き、本戦1回戦でロリ・マクニール（アメリカ）に挑戦している。同年の全米オープン、全豪オープン（当時は年末開催）では予選1回戦で敗退した。2度目の出場となった1985年の全仏オープンで、岡川は予選3回戦で敗れたが、「ラッキー・ルーザー」の資格で本戦1回戦の出場権を得た。（ラッキー・ルーザー：Lucky Loser, テニスの略語では LL と書く。トーナメントに出場資格のある選手が直前に棄権した時、予選敗退選手の中から定められた順番にしたがい、資格のある選手が繰り上げ出場権を得ること）その1回戦で岡川が対戦した相手は、第11シードのシュテフィ・グラフ（当時西ドイツ）であった。当時16歳の少女だったグラフは、予想外の苦戦（スコア：グラフの 7-6, 6-4）にいらだって試合中に「癇癪を起こした」という。岡川とグラフはこれが唯一の対戦で、その後の顔合わせはなかった。岡川の4大大会成績は1988年全豪オープンの3回戦進出が最高で、ラドカ・ズルバコワ（当時チェコスロバキア）に 0-6, 0-6 で完敗している。全仏オープンは1987年、全米オープンは1988年で断念したが（全米オープンはすべて予選敗退、本戦出場なし）、1991年ウィンブルドンと1992年全豪オープンまで予選会に挑戦を続けた。
1988年の夏に「右足首剥離骨折」の故障を起こし、しばらく低迷が続いたが、1990年の全日本テニス選手権で復活優勝を果たす。その過程で、岡川は4回戦で神尾米、準々決勝で伊達公子、準決勝で岡本久美子を破って勝ち進んだ。雉子牟田明子との決勝戦は雨のため3日間を要したが、岡本は雉子牟田を 1-6, 6-3, 6-2 の逆転で破り、8年ぶり2度目の全日本優勝を飾った。その後1991年・1993年の2度全日本選手権の決勝に進出したが、1991年は伊達公子、1993年は遠藤愛にストレートで敗れている。1993年に結婚して「坂口恵美子」の名前になる。その後2人の子供が生まれ、坂口恵美子は“ママさんプロ”として日本国内の試合に出場した。2001年、自伝『リキ丸のテニスがくれた贈り物』が新日本出版社から出版された。
岡川恵美子は最近でも、日本国内トーナメントの40歳以上の部で好成績を挙げており、「毎日テニス選手権」の「ベテラン女子シングルス・ダブルス」の「40歳-50歳以上」の部において、2004年-2008年に女子シングルス5連覇を果たしている。